# Military Wives
Die Military Wives sind ein im Jahre 2011 von dem Fernsehmoderator Gareth Malone im Rahmen seiner Sendung The Choir: Military Wives gegründeter britischer Frauenchor. Er bestand 2011 aus Frauen und Freundinnen von Angehörigen der British Army aus den Kasernen der Königlichen Marinebasis in Chivenor und der Kaserne in der Royal Citadel von Plymouth, die im Krieg in Afghanistan Dienst leisteten. Danach hatten sich auf der Marinebasis Portsmouth, dem Commando Training Centre der Royal Marines in Lympstone und der Catterick Garnison im Norden Englands, drei weitere Chöre gebildet. Die letzten drei genannten Chöre brachten auch das Album In My Dreams unter dem Namen Military Wives heraus.

## Beschreibung
Den ersten öffentlichen Auftritt hatte der Chor am 12. November 2011 im Rahmen der The Royal British Legion's Remembrance Parade in der Royal Albert Hall im Beisein von Königin Elisabeth II. Als erste Single erschien am 19. Dezember 2011 Wherever You Are, eine Coverversion einer Aufnahme von Paul Mealor. Alle Einnahmen aus dem Verkauf gehen an die Royal British Legion und die SSAFA Forces Help. Eine begleitende Kampagne, die auch von BBC Radio 2 unterstützt wird, versucht, die Single zum Sieger im Rennen um den prestigeträchtigen Platz 1 in den britischen Singlecharts in der Weihnachtswoche zu machen. Noch vor der Veröffentlichung brach die Single in Großbritannien den Rekord als am meisten vorbestellte Musikaufnahme. Nach Auskunft des Großhändlers Amazon wurden dreimal mehr Kopien vorbestellt als von dem Album Progress der Band Take That. 
Beim Diamond Jubilee Concert anlässlich des 60. Thronjubiläums von Königin Elisabeth II. wurde 2012 das Lied Sing von Gary Barlow & The Commonwealth Band aufgenommen, bei dem die Military Wives mitwirkten.
Am 27. Juli 2012 sang der Chor bei der offiziellen Eröffnungsfeier der Olympischen Sommerspiele von London die Nationalhymne des Vereinigten Königreiches God Save the Queen. Bis Juli 2012 haben sich an weiteren Standorten annähernd 50 weitere Chöre unter dem Namen Military Wives gebildet.

## Diskografie
Alben
- 2012: In My Dreams
- 2012: Stronger Together
- 2016: Home for Christmas
- 2018: Remember

Singles
- 2011: Wherever You Are

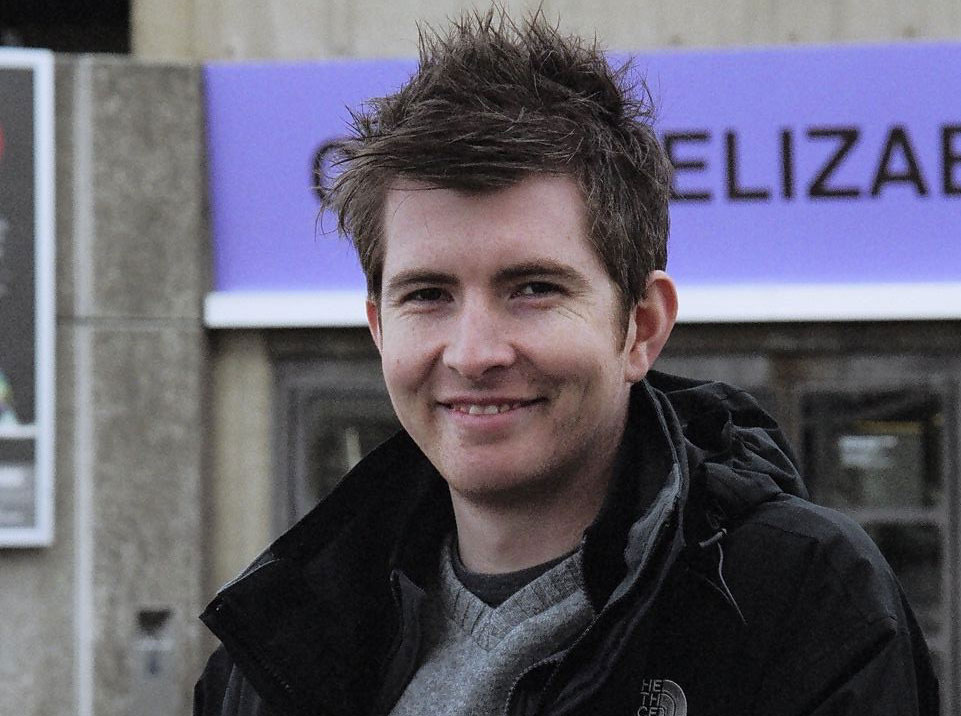
Gareth Malone (2010)

- 2012: Sing (Gary Barlow & The Commonwealth Band featuring Military Wives)